# Тельфес-ім-Штубай

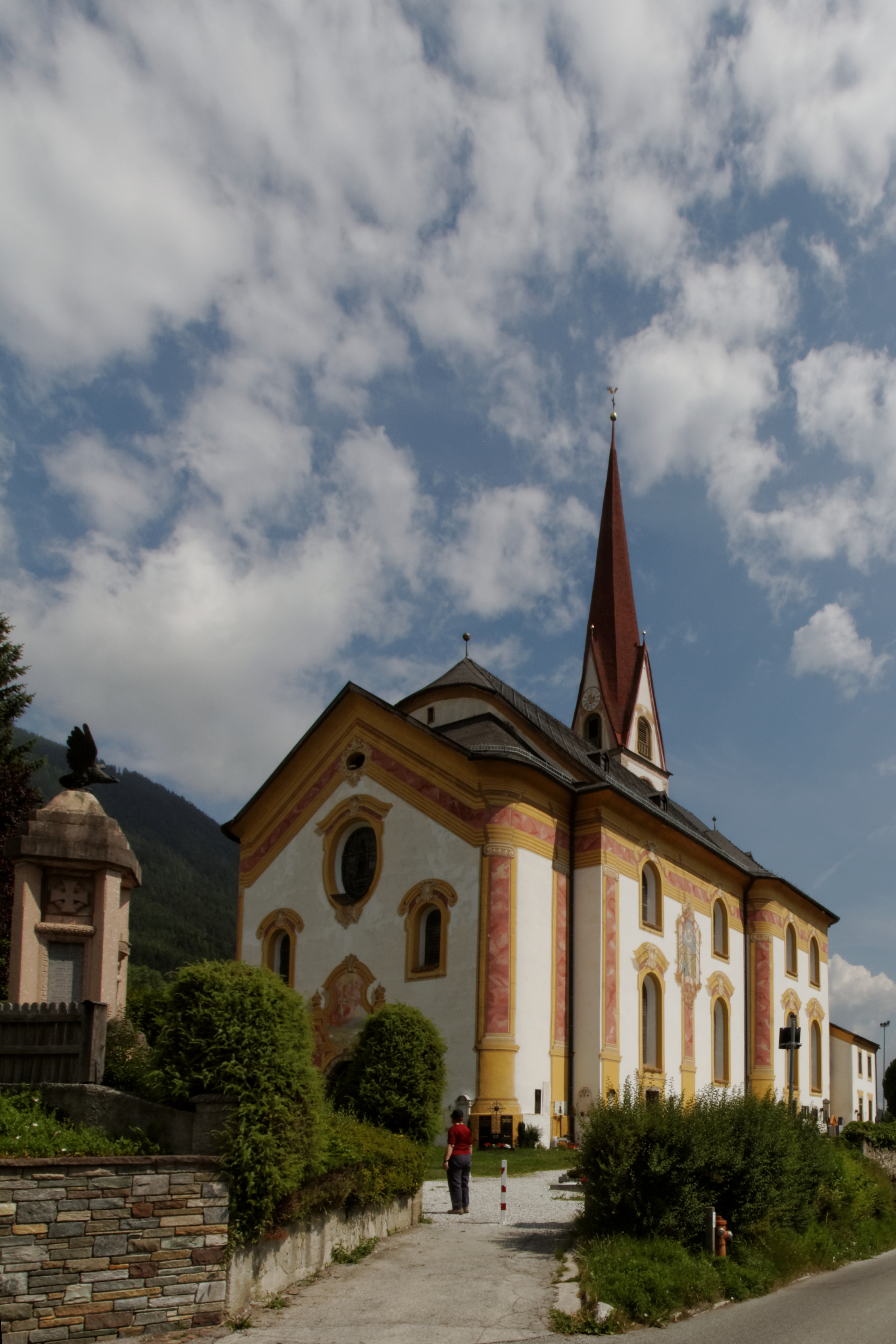
St. Pankratius Telfes

Тельфес-ім-Штубай ( Telfes im Stubai) —  громада округу Інсбрук-Ланд у землі Тіроль, Австрія.
Тельфес-ім-Штубай лежить на висоті  987 м над рівнем моря і займає площу  27,38 км². Громада налічує 1488 мешканців. 
Густота населення 54/км².  
|                                            |
| Тельфес-ім-Штубай на мапі округу та землі. |

 Адреса управління громади: Telfes 61, 6165 Telfes im Stubai. 

## Демографія
Історична динаміка населення міста за даними сайту Statistik Austria

## Галерея

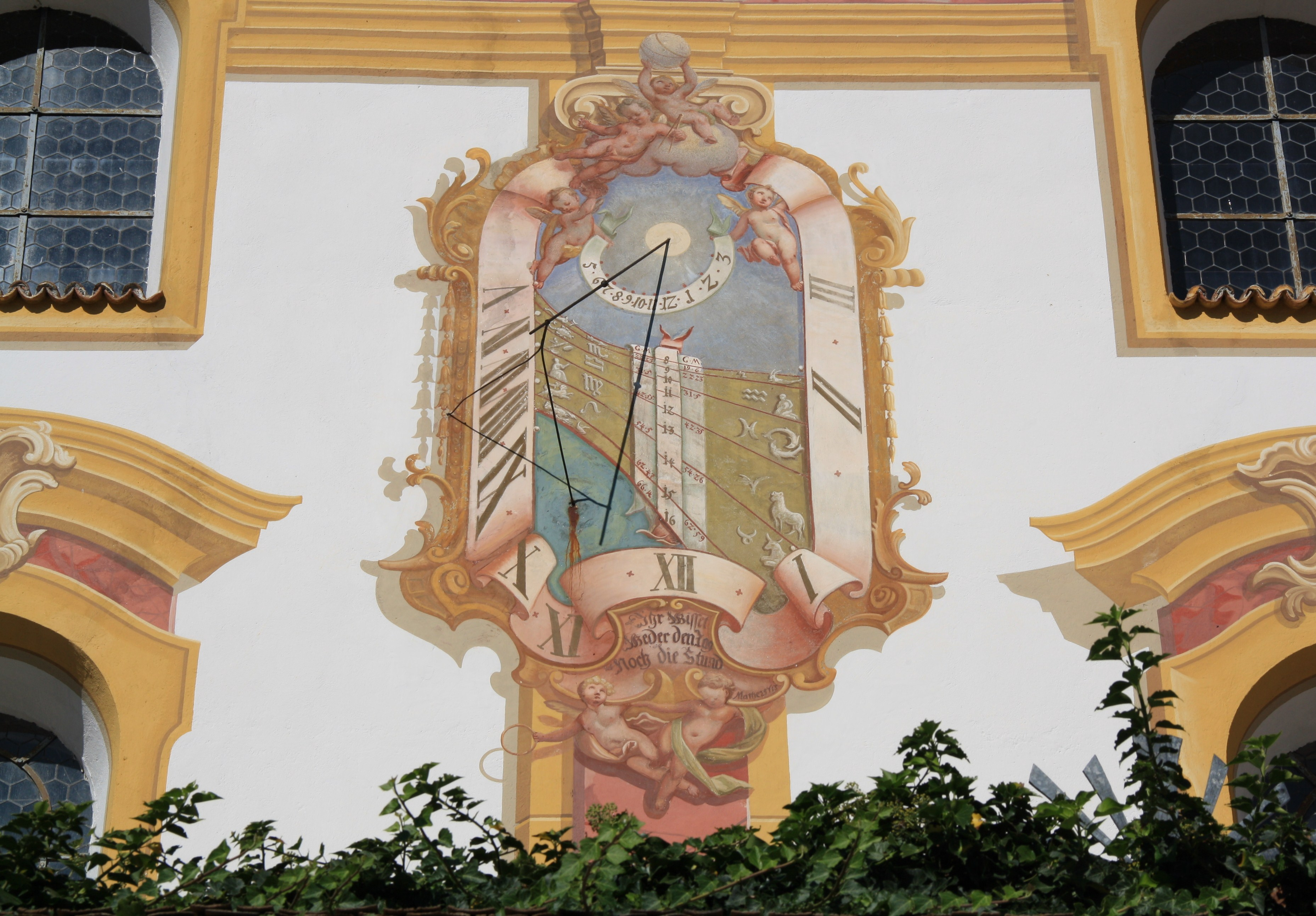
Sonnenuhr an der Kirchenfassade
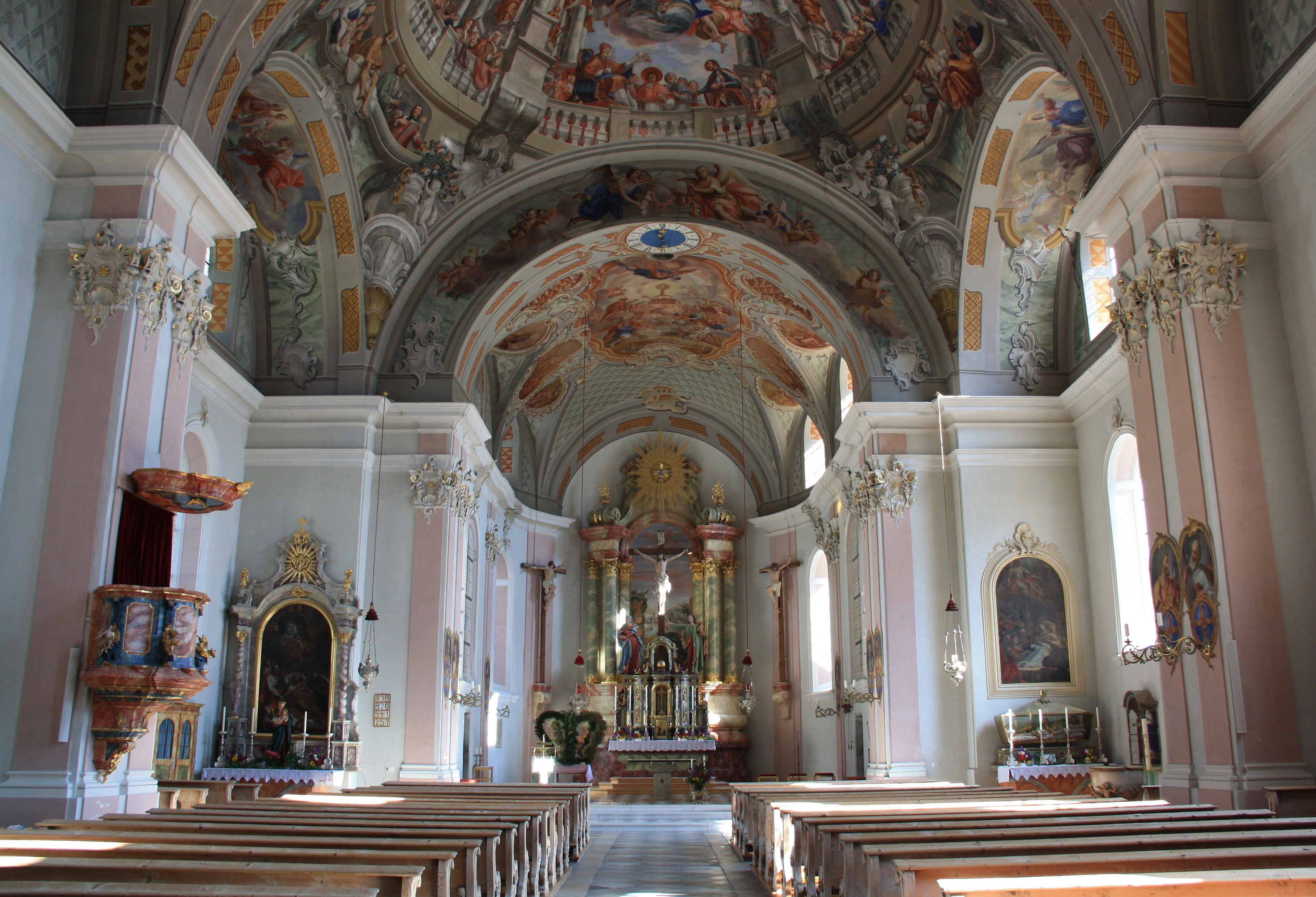
Innenansicht der Kirche
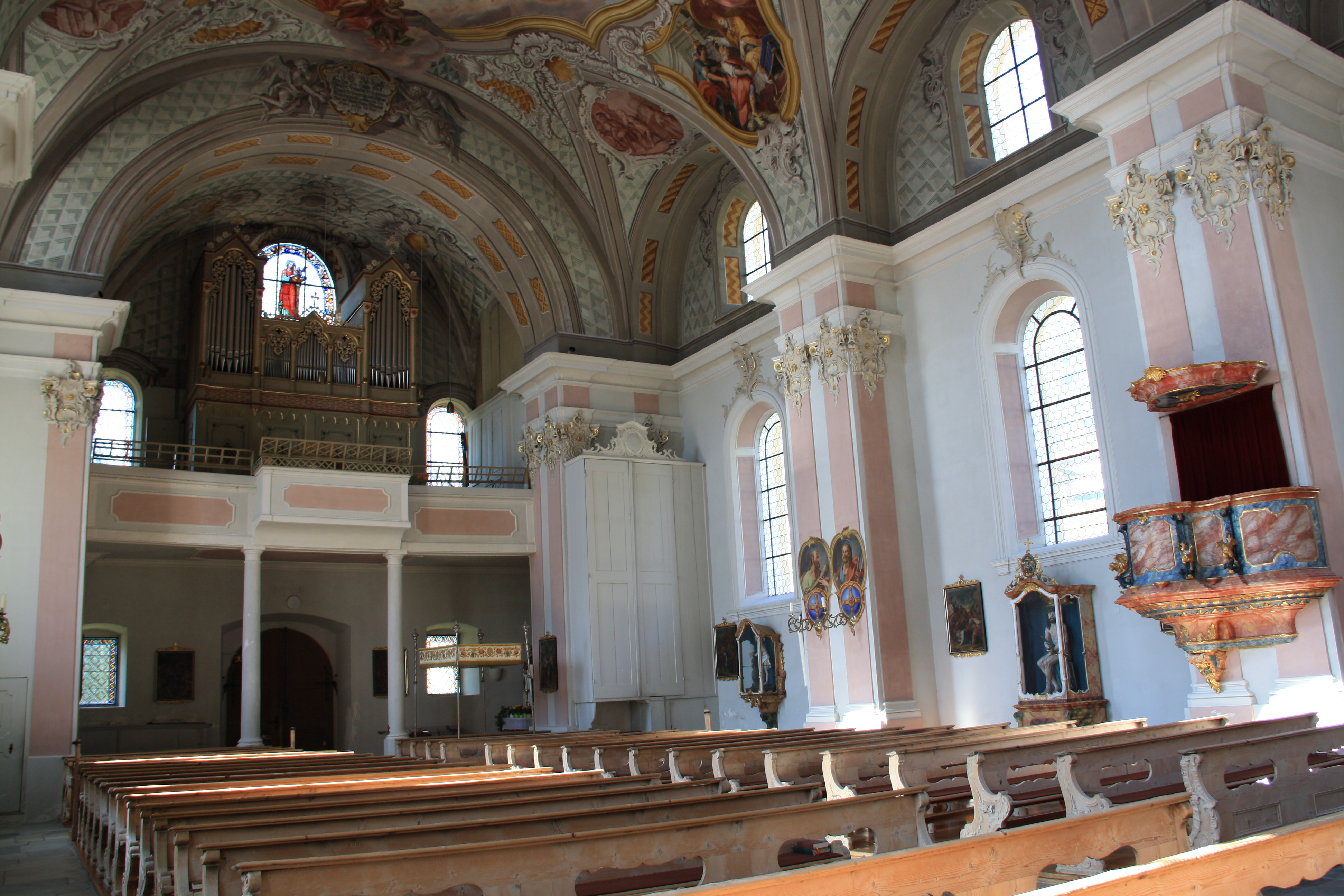
Innenansicht der Kirche
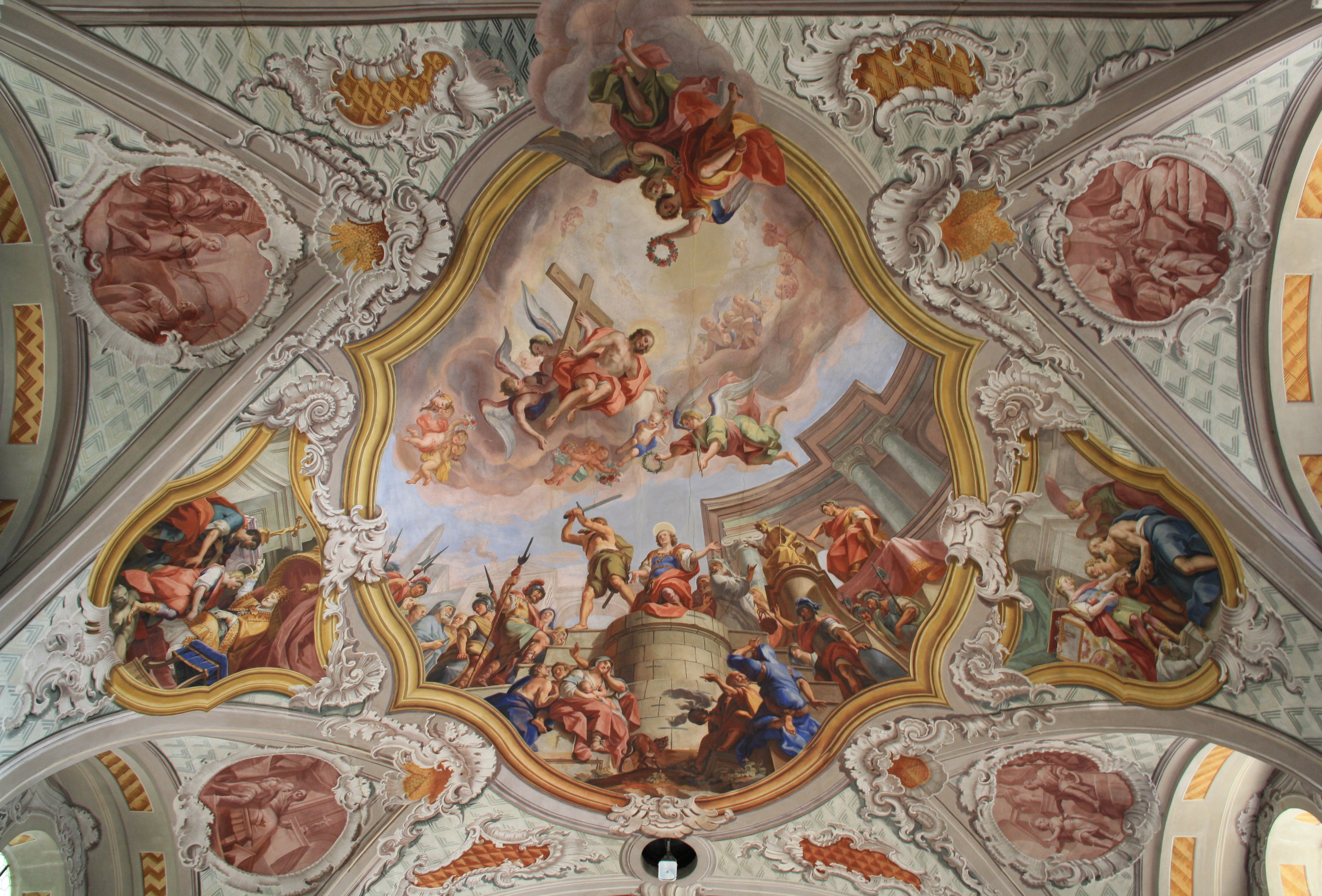
Detail der Deckenfresken
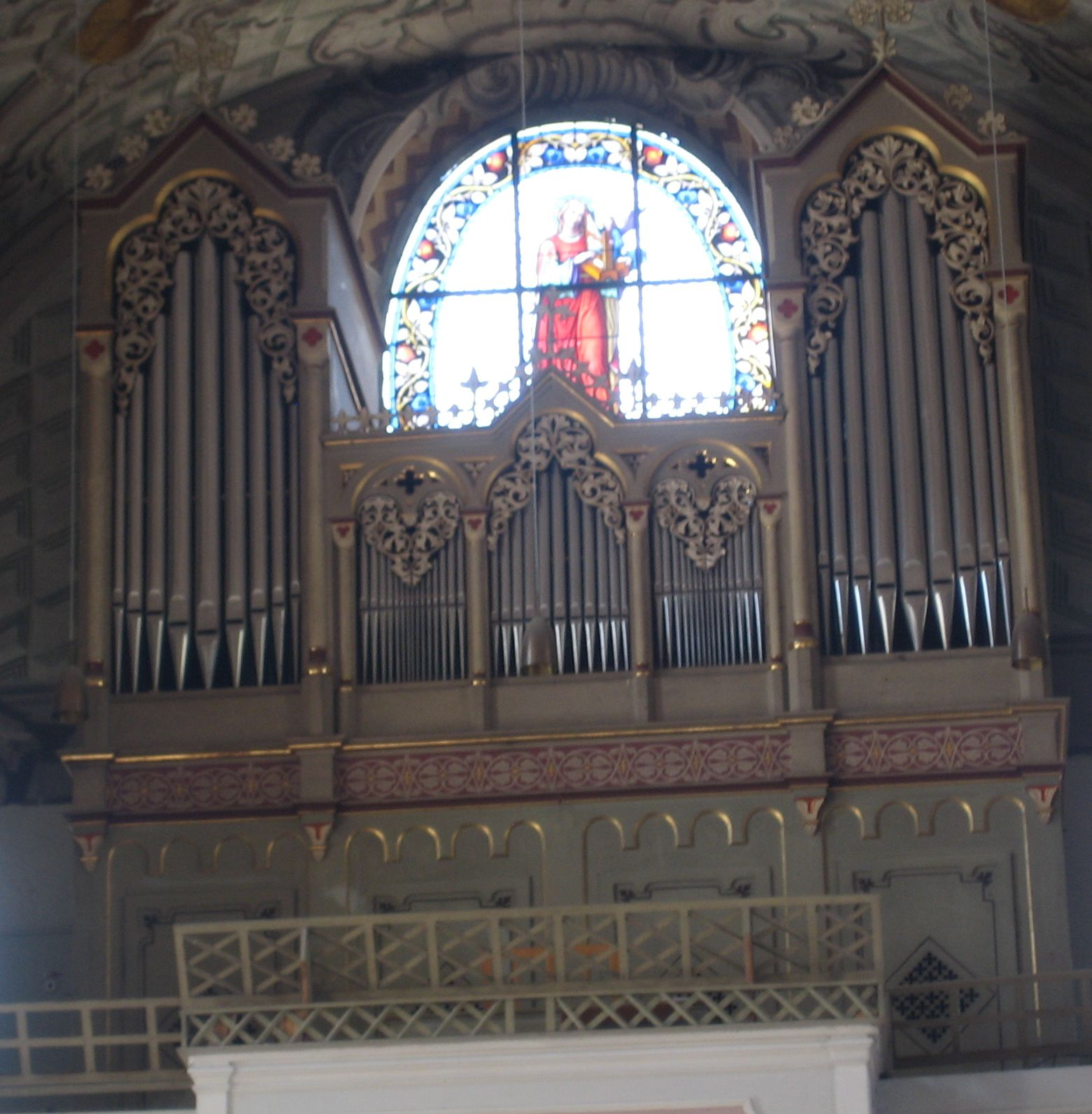
Die 1865 erbaute Orgel

## Виноски
1. ↑  Dauersiedlungsraum der Gemeinden Politischen Bezirke und Bundesländer - Gebietsstand 1.1.2018 — Статистичне управління Австрії.
2. ↑  Einwohnerzahl 1.1.2018 nach Gemeinden mit Status, Gebietsstand 1.1.2018 — Статистичне управління Австрії.
3. ↑   www.gemeinde-telfes.at
4. ↑  Gemeindedaten von Telfes im Stubai

| Австрія | Це незавершена стаття з географії Австрії. Ви можете допомогти проєкту, виправивши або дописавши її. |